# Gleasonia
Gleasonia es un género con cinco especies de plantas con flores perteneciente a la familia de las rubiáceas. 
Es nativo de las tierras altas de Guyana.
Etimología
Gleasonia: nombre genérico otorgado en honor del botánico Henry Allan Gleason.

## Especies
- Gleasonia cururuensis Egler (1961).
- Gleasonia duidana Standl. (1931).
- Gleasonia macrocalyx Ducke (1937).
- Gleasonia prancei Boom (1985).
- Gleasonia uaupensis Ducke (1934).